# Ідентифікація (інформаційна безпека)
Ідентифіка́ція (лат. identifico — ототожнювати) — процедура розпізнавання користувача в системі, як правило, за допомогою наперед визначеного імені (ідентифікатора) або іншої апріорної інформації про нього, яка сприймається системою. 
Ідентифікація використовується для отримання інформації про суб'єкт системи на основі наданого ним ідентифікатора. Є початковою процедурою надання доступу до системи. Після неї здійснюється автентифікація та авторизація.

## Механізм Ідентифікації
Ідентифікація дозволяє суб'єктові (користувачу, процесу, який діє від імені певного користувача) повідомити своє ім'я за допомогою унікального параметра — ідентифікатора (логін, наприклад), який є відомим іншій стороні. Під час ідентифікації здійснюється порівняння заявленого суб'єктом параметра на відповідність відомому іншій стороні. В разі успішної ідентифікації відбувається Автентифікація.
Шляхом автентифікації інша сторона переконується що суб'єкт саме той за кого він себе видає (використовується пароль у випадку парольної автентифікації або інший секретний параметр).

## Цифровий підпис
Цифровий підпис представлений у комп’ютері у вигляді ряду бінарних цифр. Він
обчислюється з використанням таких правил і наборів параметрів, згідно з якими можна
перевірити особу, що підписала, і цілісність даних. Цифровий підпис робиться з використанням
криптографічної технології, що відома як Криптографія відкритого ключа, на основі унікально
зв’язаних пар цифр, де один ключ застосовується для створення підпису (приватний ключ), а
другий – для підтвердження підпису (відкритий ключ). 
В основі цифрового підпису лежать два процеси: генерування підпису і перевірка підпису. 
При генеруванні підпису застосовується приватний ключ для отримання цифрового підпису. В
процесі перевірки підпису використовується відкритий ключ, який відповідає приватному ключу. В
кожного користувача є пара ключів підпису: приватний і відкритий. Вважається, що відкриті ключі 
можуть бути відомі широкому колу осіб. Приватними ж ключами не діляться ні з ким. Кожен може
перевірити підпис користувача за допомогою відкритого ключа, що належить цьому користувачу. 
Зв’язок між відкритим і приватним ключами такий, що неможливо отримати ключ за допомогою
розрахунків на основі ключа перевірки. Інфраструктура відкритого ключа ІВК сприяє управлінню і розповсюдженню цим ключем. 
Цифровий підпис може бути підрозділений на три алгоритми по відношенню до генерування
і перевірки, і далі подано їх опис.

## Виноски
1. ↑  Правила забезпечення захисту інформації в інформаційних, телекомунікаційних та інформаційно-телекомунікаційних системах. Архів оригіналу за 11 квітня 2012. Процитовано 25 серпня 2010. [Архівовано 2012-04-11 у Wayback Machine.]